# Хабард (Охајо)
Хабард (енгл. Hubbard) град је у америчкој савезној држави Охајо.

## Демографија
По попису из 2010. године број становника је 7.874, што је 410 (-4,9%) становника мање него 2000. године.
| Група             | 2000.         | 2010.         |
| Белци             | 8.098 (97,8%) | 7.535 (95,7%) |
| Афроамериканци    | 76 (0,9%)     | 118 (1,5%)    |
| Азијати           | 12 (0,1%)     | 22 (0,3%)     |
| Хиспаноамериканци | 38 (0,5%)     | 104 (1,3%)    |
| Укупно            | 8.284         | 7.874         |